# مجمع فيين
مجمع فيين (1311 - 1312) هو المجمع المسكوني الخامس عشر في الكنيسة الكاثوليكية. عُقد في مدينة فيين الفرنسية. دعا إلى عقده البابا كليمنت الخامس بإيعاز من فيليب الرابع ملك فرنسا بهدف سحب دعم الكنيسة لفرسان الهيكل. كما أدان المجمع أيضًا، آراء لاهوتية حول الكمال وطبع المسيح مثل البيغاردئيين والبيغين، وتطرف الفرنسيسكانيين في نذر الفقر. كما قرر إنشاء كراسي أستاذية في اللغات اليونانية والعبرية والآرامية والعربية في جامعات أفينيون وباريس وأكسفورد وبولونيا وسلمنقة.